# The Fibonaccis
The Fibonaccis war eine 1981 gegründete Avantgarde-Musikgruppe aus Los Angeles in Kalifornien, deren Name sich auf den italienischen Mathematiker Leonardo Fibonacci bezieht. 

## Geschichte
Die Gründungsmitglieder der Band waren Magie Song (Gesang, Perkussion), John Dentino (Keyboard), Joe Berardi (Schlagzeug, Perkussion) und Ron Stringer (Gitarre, Bass). Meistens ließ sich die Band von der italienischen Oper inspirieren. 1982 veröffentlichte sie ihre erste EP Fi-bo-na-chez, die jedoch kein Erfolg wurde. Aber das Instrumentalstück Sergio Leone von der EP wurde für den Abspann des US-amerikanischen Science-Fiction-B-Movies Der Android verwendet, in dem Klaus Kinski eine der Hauptrollen spielte. Im Jahr darauf erschien die 12"-Platte Tumor mit den Songs Slow Beautiful Sex und Psycho auf der B-Seite. Daran war als neues Bandmitglied Tom Corey (Bass, Mandoline, Gesang) beteiligt, der den später ausscheidenden Stringer ersetzte. Ab 1985 schuf die Gruppe auf Wunsch des Filmregisseurs Ted Nicolaou zusammen mit Richard Band den Soundtrack für die absurde Horrorkomödie TerrorVision. Sie steuerten fünf Songs dazu bei, einschließlich der Titelmelodie. Zu den bevorzugten Themen der Band gehörten Science-Fiction, Sex und Kapitalismus. 1987 brachten The Fibonaccis das Studioalbum Civilization and Its Discotheques heraus. 1992 löste sich die Gruppe nach vier Jahren Inaktivität auf.

## Diskografie

### Alben
- 1986: TerrorVision (Original Motion Picture Soundtrack) (Enigma Records, mit Richard Band)
- 1987: Civilization And Its Discotheques (Blue Yonder Sounds)

### EPs
- 1982: Fi-Bo-Na-Chez (Index)
- 1983: Tumor (Enigma Records)

### Kompilationen
- 1992: Repressed: The Best Of The Fibonaccis 1981–1987, Restless Records